# Stiftung Stipendium Gerlacianum
Die über 400 Jahre alte Stiftung Stipendium Gerlacianum ist ein ostfriesisches Erbe nach dem Testament von Sibrandus Gerlacchius aus Grimersum, Ostfriesland.
Zwei Tage vor seinem Tod am 22. Januar 1600 – im Alter von 32 Jahren – verfügte Gerlacchius vor Zeugen im Haus des damaligen Bürgermeisters Luppe Sicken der Stadt Emden, die Nachkommen aus der väterlichen und mütterlichen Familie, die ein Studium aufnehmen  wollen, durch ein Stipendium zu fördern.
„Letztlich aber setze, wolle und verordne ich, Kraft dieses wißentlich, daß man aus Väterlichem Geschlächte meiner sehligen lieben Eltern zur Studirung erhalten solle und wolle, Ein oder Zwehen Studenden, so zu der Studirung Lust haben und bequemse seyen, Von nachfolgenden Legaten und Gueteren, so ich Ewig und Erblich dazu gebe, zu Unterhaltung deß oder derselben von nachfolgender  Landen Aufkünften, Renten oder Zinsen zum steuer zu leben...“
Auf die Möglichkeit, dass kein Nachkomme studiert, gibt das Testament auch eine Antwort:
„Und wo keiner zu Studirung auß dem Geschlechte Verhanden wehre, so soll es einem frembden, der es begehret, zu Unterhaltung der  Studirung ausgetheilet werden. Imfall es aber keiner von den obged. Väterlichen und Mütterlichen Stamme oder einiger frembdere qualificirte Persohn könte oder mögte zu Studiren vorhanden seyen, als wolle und ordne Ich, daß es alles jährlich auff Rente und die Rente wiederumb uff Rente angeleget werden und Sich auffwuchern möge, biß so lange eine bequäme Persohn zu Studirung erfunden wärt, doch also, daß aus den obged. Geschlechten zu aller Zeit den Fürgriff haben solle und soll der haeres der erster seyn, der solch obgemelt Stipendium järlich zu Steuer seiner Studirung zu gebrauchen hatt.“
Sibrandus Gerlacchius bedachte auch die notwendige Nachfolge der von ihm eingesetzten Testamentverwalter. So heißt es:
„...nach deren Todt aber sollen zwehen andere  der Eltisten stets und zu allerzeith aus Väterlichen und Mütterlichen Geschlechte zu der Curator oder executorschafft obgesetzten Stipendii succediren und diesen meinen letzte  Willen betreffendt der Studenten Unterhaltung Anordnung zu exequiren und ernstlich die Handt darüber zu halten...“
Sein Testament zur Förderung von Studenten wird seither durch das Kuratorium der Stiftung erfüllt.
Das Vermögen der Stiftung besteht vor allem aus Ländereien in Ostfriesland, darunter auch solcher Grundbesitz, der original gestiftet wurde. In jüngerer Zeit ist das Stiftungsvermögen zudem durch verschiedene Zustiftungen ergänzt worden, die vor allem von Seiten ehemaliger Stipendiaten oder mit diesen verbundener Freunde der Stiftung erfolgten.